# 短柱滇刺榄
短柱滇刺榄（学名：Xantolis stenosepala var. brevistylis）为山榄科刺榄属下的一个变种。

## 扩展阅读
- 維基物種上的相關：短柱滇刺榄